# Эмблема Франции
Современная эмблема Франции стала символом страны после 1953 года, хотя и не имеет никакого правового статуса в качестве официального символа.
Эмблема состоит из:
- пельты, заканчивающейся головой льва с одной стороны и орла с другой, с монограммой «RF», означающей «République Française» (Французская республика);
- оливковой ветви, символизирующей мир;
- дубовой ветви, символизирующей мудрость;
- фасций, являющихся символом правосудия.

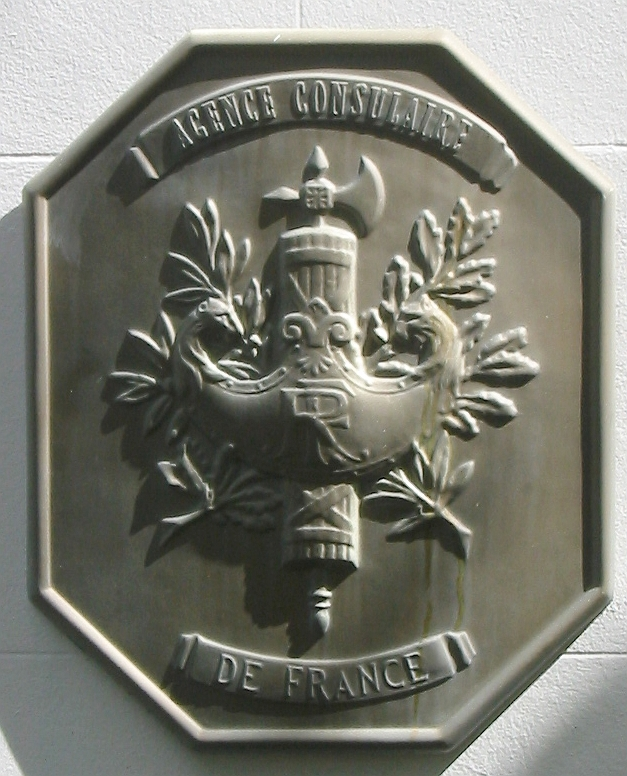
Этот символ используется на табличках для маркировки французского консульства

## Хронология гербов Франции
| Герб или эмблема | Описание | Срок использования  |
| ---------------- | --- | ------------------- |
|                  | Королевство Франция: Капетинги (до Филиппа IV) и Валуа (до Карла V) | до 1305, 1328—1376  |
|                  | Королевство Франция: Капетинги (от Филиппа IV до Карла IV) | 1305—1328           |
|                  | Королевство Франция: Валуа | 1376—1469           |
|                  | Королевство Франция: Валуа | 1469—1515           |
|                  | Королевство Франция: Валуа | 1515—1578           |
|                  | Королевство Франция: Валуа (Генрих III) | 1578—1589           |
|                  | Королевство Франция: Бурбоны | 1589—1792           |
|                  | Конституционная монархия | 1790—1792           |
|                  | Первая республика | 1792—1804           |
|                  | Первая республика | 1792—1804           |
|                  | Первая империя | 1804—1814 1815      |
|                  | Реставрация Бурбонов | 1814—1815 1815—1830 |
|                  | Реставрация Бурбонов | 1814—1815 1815—1830 |
|                  | Июльская монархия | 1830—1831           |
|                  | Июльская монархия | 1831—1848           |
|                  | Вторая республика, президентская печать | 1848—1852           |
|                  | Вторая империя | 1852—1870           |
|                  | Третья республика | 1898—1940           |
|                  | Третья республика, неофициальная эмблема | 1898—1940           |
|                  | Режим Виши | 1940—1944           |
|                  | Режим Виши, неофициальная эмблема (герб маршала Петена) | 1940—1944           |
|                  | | 1940—1944           |
|                  | Сражающаяся Франция | 1940—1944           |
|                  | Временное правительство | 1944—1946           |
|                  | Четвёртая и Пятая республики | с 1946              |
|                  | Четвёртая республика, неофициальная эмблема | 1946—1958           |
|                  | Пятая республика, неофициальная эмблема | с 1958              |
|                  | В середине сентября 2018 года в ходе выступления президента Франции Эммануэля Макрона публике был представлен новый герб (эмблема) Франции. В существующую эмблему были внесены незначительные изменения — добавлен лотарингский крест | с 2018              |